# Leucospis bifasciata
Leucospis bifasciata is een vliesvleugelig insect uit de familie Leucospidae. De wetenschappelijke naam is voor het eerst geldig gepubliceerd in 1814 door Klug.